# Bitwa nad rzeką Jałomicą
Bitwa nad rzeką Jałomicą – starcie zbrojne, które miało miejsce 2 września 1442.
W roku 1442 na zaproszenie sułtana Murada II, do Adrianopola przybył Wład Diabeł, który zamierzał przekonać sułtana do poparcia jego dążeń do odzyskania tronu wołoskiego. Murad, który oskarżał Włada o zdradę, kazał jednak aresztować księcia, osadzając go w więzieniu w Gallipoli. Równocześnie wysłał swoje wojska na Wołoszczyznę, gdzie zamierzał ustanowić administrację osmańską i zaatakować stamtąd Transylwanię. Armia turecka, dowodzona przez bejlerbeja Rumelii Sehabedina Paszę, starła się nad rzeką Jałomicą z wojskami węgiersko-wołoskimi, ponosząc klęskę. Na wieść o wyniku bitwy sułtan przywdział czarne szaty, rozpoczynając post.